# Black Saint (etichetta discografica)
La Black Saint è una etichetta discografica italiana fondata da Giacomo Pellicciotti nel 1975. L'etichetta è specializzata nella musica jazz. La sua prima pubblicazione fu Black Saint di Billy Harper.